# Catanduvas (Santa Catarina)
Pour les articles homonymes, voir Catanduvas.
Catanduvas est une ville brésilienne de l'ouest de l'État de Santa Catarina.

## Généralités
La ville est une grande productrice de yerba maté, utilisé pour produire le maté. Tous les deux ans s'y tient la Festa do Chimarrão (« fête du maté » en français) pendant trois jours.

## Géographie
Catanduvas se situe par une latitude de 27° 04′ 15″ sud et par une longitude de 51° 39′ 43″ ouest, à une altitude de 945 mètres. Sa population était de 9 558 habitants au recensement de 2010. La municipalité s'étend sur 198 km2.
Elle fait partie de la microrégion de Joaçaba, dans la mésorégion Ouest de Santa Catarina.

## Villes voisines
Catanduvas est voisine des municipalités (municípios) suivantes :
- Vargem Bonita
- Água Doce
- Joaçaba
- Jaborá
- Irani